# Atenodor de Clítor
Atenodor de Clítor (grec antic: Ἀθηνόδωρος) va ser un escultor grec nascut a Clítor, Arcàdia de final del segle v aC. Va ser deixeble de Policlet, un dels escultors grecs més importants de l'antiguitat. Va esculpir les estàtues de Zeus i Apol·lo que els espartans van dedicar al temple de Delfos després de la batalla d'Egospòtamos. També va ser admirat perquè va fer estàtues de dones distingides.